# 申多夫 (图林根州)
申多夫（德語：Schöndorf，發音：[ˈʃøːnˌdɔʁf]）是德国图林根州萨勒-奥拉县的市镇，面积10.1平方千米，2023年12月31日人口为261人。